# Рессу, Камил

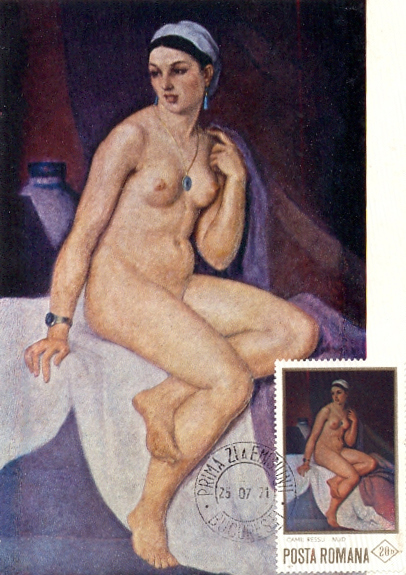
Камил Рессу, Обнажённая

Камил Рессу (рум. Camil Ressu; 28 января 1880, Галац — 1 апреля 1962, Бухарест) — румынский художник. Известен в том числе как автор портретов своих современников, коллег по творчеству (Штефана Лучиана, Тудора Аргези, Янку Брезиану и др.). Народный художник Румынии.

## Жизнь и творчество

### Ранняя жизнь и деятельность

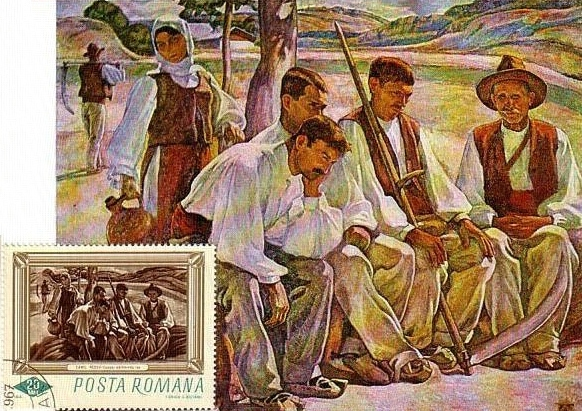
Отдых жнецов

Из аромунской семьи, предки которой перебрались в Румынию из Македонии в начале XIX века. Его отец Константин Рессу был журналистом с брюссельским образованием, в свободное время занимавшимся изобразительным искусством.
Рессу-младший изучал живопись в 1897—1899 годах в Национальной школе изящных искусств (Școala Națională de Arte Frumoase) под руководством Георге Деметреску Миреа, а затем в художественной школе в Яссах, у Георге Поповича. Окончив школу в Яссах с серебряной медалью и продолжая своё образование за границей, художник живёт и занимается в Мюнхене, а с 1902 года — в Париже, в академии Жюлиана, в классе Жан-Поля Лорана.
После возвращения в 1908 году в Румынию К. Рессу сотрудничает с журналами Adevărul, Cronica и Facla, публикуя в них свои карикатуры и сатирические рисунки. Обеспокоенный социальными и политическими проблемами, он становится членом бухарестского кружка под названием Социалистический союз Румынии — осколка прежде существовавшей Социал-демократической партии рабочих Румынии и основы будущей Социал-демократической партии, группировавшегося вокруг издания România Muncitoare.

### Признание
Выставлял свои произведения на различных групповых выставках. В 1910 году пейзажи кисти Камила Рессу и его полотна с буколическими сценками были показаны на выставке «Молодёжь искусства». Первая персональная выставка К. Рессу состоялась в 1914 году в Бухаресте.
В 1917 году он, вместе с такими мастерами, как Николае Дэрэску, Штефаном Димитреску, Иосифом Исером, Мариусом Бунеску, Димитрие Пачуреа, Корнелом Медря, Ионом Жаля и Оскаром Ганом образует группу Румынское искусство (Arta Română). В 1921 году К. Рессу становится одним из основателей Синдиката художников и скульпторов Румынии (Sindicatul Artiștilor plastici din România), и до 1923 года его возглавляет. До 1941 года он был профессором и ректором бухарестского Национального университета искусств.
В 1950 К. Рессу становится почётным президентом Союза румынских художников. В 1955 году ему присваивается звание Народного художника Румынии. Также в 1955 году Камил Рессу становится действительным членом Румынской академии.

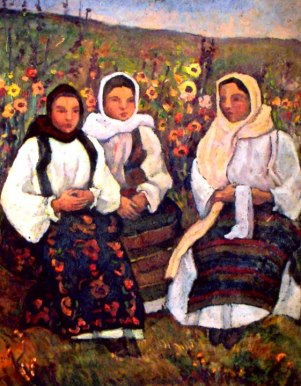
Крестьянки из Влаичь